# Nicholas Halsted
Nicholas Halsted (Watford, 14 ottobre 1942 – 22 settembre 2007) è stato uno schermidore britannico, vincitore di una medaglia d'argento ai campionati mondiali di scherma.
Era padre dello schermidore Laurence Halstead.